# 掖上村
掖上村（わきがみむら）は奈良県北西部、南葛城郡に属していた村。現在は御所市の東部。

## 歴史
沿革
- 1889年（明治22年）4月1日 - 町村制の施行により、葛上郡東寺田村、柏原村、原谷村、玉手村、茅原村、南十三村、本馬村が合併し掖上村が成立。
- 1897年（明治30年）4月1日 - 所属郡を南葛城郡に変更。
- 1955年（昭和30年）2月1日 - 御所町へ編入され消滅。

## 村政
村長、助役は以下の通りである。

### 村長
- 関本賢在[1]
- 西村元十郎[1]
- 吉村彌造[1]
- 西村元十郎[1]
- 藤井治一郎[1]
- 藤井治平[1]
- 藤井勘左衛門[1]
- 吉村彌造[1]
- 潮田藤左衛門[1][2]
- 十礎安松[1]
- 吉村宗治郎[1]

### 助役
- 十礎安松[2]
- 森村益太郎[1]

## 経済

### 産業
農業
1930年に刊行された『市町村治績録 改訂第2版』によると、産物は米4485石、麦921石、蚕繭244石6斗、菜種豆。『大日本篤農家名鑑』によれば、掖上村の篤農家は藤井、東、吉村、岸田、南、堀、辻井、堀越、坂本姓の人物がいた。
商工業
『帝国信用録』によれば、小島（瓦、煉瓦製造、店舗または住所・柏原）、阪本清三郎（阪本清一郎の父、膠製造、店舗または住所・柏原）、南（売薬製造）などがいた。
工場
『全国工場通覧』によれば、膠を生産する坂本膠製造工場（開業年月は1920年2月、代表者は坂本清策）、阪本膠製造場（開業年月は1868年2月、代表者は阪本清三郎）など。

### 納税
『資産家一覧表』によれば、掖上村の所得税納税者は吉田、吉村、吉川、吉田、米田、巽、藤井、古川、岸田、木村、南、潮田姓の人物がいた。営業税納税者は池田、阪本、志茂、藤井、吉川、吉村、池田、木村姓の人物がいた。

## 人口
1930年に刊行された『市町村治績録 改訂第2版』によると、戸数678、人口3341。

## 施設
- 吉祥草寺[2]（本山修験宗）
- 満願寺[2]（浄土宗）
- 尋常高等小学校[1]
- 農業補習学校[1]

## 交通

### 鉄道路線
- 日本国有鉄道
  - 和歌山線
    - 掖上駅

## 出身人物
- 川口正志（部落解放運動家、政治家） - 奈良県議会議員。
- 西光万吉（部落解放運動家）
- 阪本清一郎（部落解放運動家）
- 坂本清俊 - 篤農家[3]。阪本清一郎の従兄弟である。自主的部落改善運動を柏原や奈良県内で展開した。
- 駒井喜作（部落解放運動家）
- 山田孝野次郎（部落解放運動家）